# Live & Rare
Live & Rare prvi je album uživo i prva kompilacija materijala američkog rock sastava Rage Against the Machine, objavljen samo u Japanu 30. lipnja 1998. od strane Sony Music Japan i dostupan samo u inozemstvu. Sadrži "službene bootlege" koji su ranije bili dostupni na drugim singlovima, kao i par skladbi s demo-a benda iz 1991. godine.

## Popis pjesama
1. "Bullet in the Head" – 5:44
2. "Settle for Nothing" – 4:57
3. "Bombtrack" – 5:55
4. "Take the Power Back" – 6:13
5. "Freedom" – 6:00
6. "Intro (Black Steel in the Hour of Chaos)" – 3:42 (u suradnji s Chuck D-jem)
7. "Zapata's Blood" – 3:49
8. "Without a Face" – 4:06
9. "Hadda Be Playing on the Jukebox" – 8:04 (pjesma Allena Ginsberga)
10. "Fuck tha Police" – 4:09 (obrada pjesme N.W.A.)
11. "Darkness" – 3:41*
12. "Clear the Lane" – 3:50

- Pjesma sa soundtracka filma Vrana (1994)

Na kasnijim izdanjima se nalazi i obrada pjesme "The Ghost of Tom Joad" Brucea Springsteena

## Izvođači
- Zack de la Rocha – pjevač
- Tom Morello – gitara
- Tim Commerford – bas-gitara
- Brad Wilk – bubnjevi

## Top ljestvica

### Singlova
| Godina | Singl                   | Ljestvica              | Pozicija |
| ------ | ----------------------- | ---------------------- | -------- |
| 1998.  | "The Ghost of Tom Joad" | Modern Rock Tracks     | #34      |
| 1998.  | "The Ghost of Tom Joad" | Mainstream Rock Tracks | #35      |

## Vanjske poveznice
- allmusic.com[neaktivna poveznica] - Live & Rare